# روبرت كوليس
روبرت كوليس (بالإنجليزية: Robert Collis)‏ هو مؤلف وطبيب أيرلندي، ولد في 1900، وتوفي في 1975.